# Muzeum třetího odboje
Muzeum III. odboje vzniklo roku 1991 v Příbrami jako instituce spravovaná Konfederací politických vězňů Československa (později ČR). První expozice byla veřejnosti zpřístupněna roku 1992, přičemž hlavní prostory muzea se nacházejí v příbramském zámečku Ernestinum. Expozice muzea lze nalézt dále v klášteře Teplá a v Královské mincovně v Jáchymově.

## Historie
Přípravy na založení muzea začaly roku 1990, přičemž oficiálně bylo založeno 28. února 1991 jako součást Konfederace politických vězňů s cílem shromažďovat a zveřejňovat doklady o zločinech spáchaných československým komunistickým režimem a o odboji proti němu (tzv. třetí odboj). Zaměřuje se především na období od ustavení komunistické diktatury v únoru 1948 do okupace Československa v srpnu 1968. Období v letech 1968–1989 přitom stojí mimo hlavní zájem muzea. Jako jeho sídlo byla zvolena Příbram, neboť v blízkosti města fungovaly vězeňské pracovní tábory Vojna a Bytíz, ve kterých byla těžena uranová ruda pro Sovětský svaz.
Jako první byly vybudovány hlavní expozice v Příbrami. V roce 1992 byla zpřístupněna první expozice Političtí vězni uranových dolů 1948–1968, roku 1994 druhá expozice Ženy ve Třetím odboji a za mřížemi věznic 1948–1968 a roku 1998 třetí expozice Z Čech do gulagů. Expozice mapující únosy československých občanů do Gulagu po roce 1945 vznikla ve spolupráci s výborem Oni byli první.